# Dommanala, Hangal
Dommanala là một làng thuộc tehsil Hangal, huyện Haveri, bang Karnataka, Ấn Độ.